# اسکو ولی
المپیک ولی(به انگلیسی: Olympic Valley) (معمولاً به نام اسکو ولی(به انگلیسی: Squaw Valley) شناخته می‌شود) یک شهر در ایالت کالیفرنیای آمریکا و در نزدیکی شهر تاهو و دریاچه تاهو قرار دارد. المپیک ولی میزبان بازی‌های المپیک زمستانی ۱۹۶۰ بوده‌است که کوچکترین میزبان در کل دوره‌ها محسوب می‌شود.
آدرس پستی آن "Olympic Valley, CA 96146" است.. این منطقه پیست اسکی مشهوری نیز دارد.